# Calm Colomer
El Calm Colomer és una serra situada entre els municipis de Bellver de Cerdanya i de Meranges, a la comarca del Baixa Cerdanya, amb una elevació màxima de 2.809 metres.